# Ergy Landau

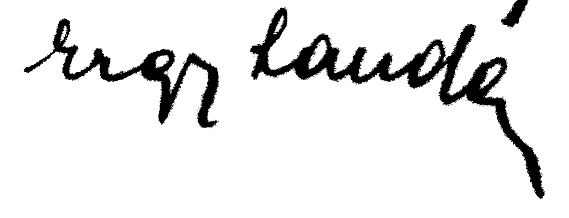
Unterschrift Ergy Landau, 1940

Landau Erzsébet (* 19. Juni 1896 in Budapest, Ungarn; † 6. Juni 1967 in Paris, Frankreich) war eine ungarisch-französische Fotografin. Sie nahm mehr als dreißig Jahre lang an großen Fotoausstellungen teil und wirkte an zahlreichen Publikationen sowie Zeitschriften für die breite Öffentlichkeit mit.

## Leben und Werk

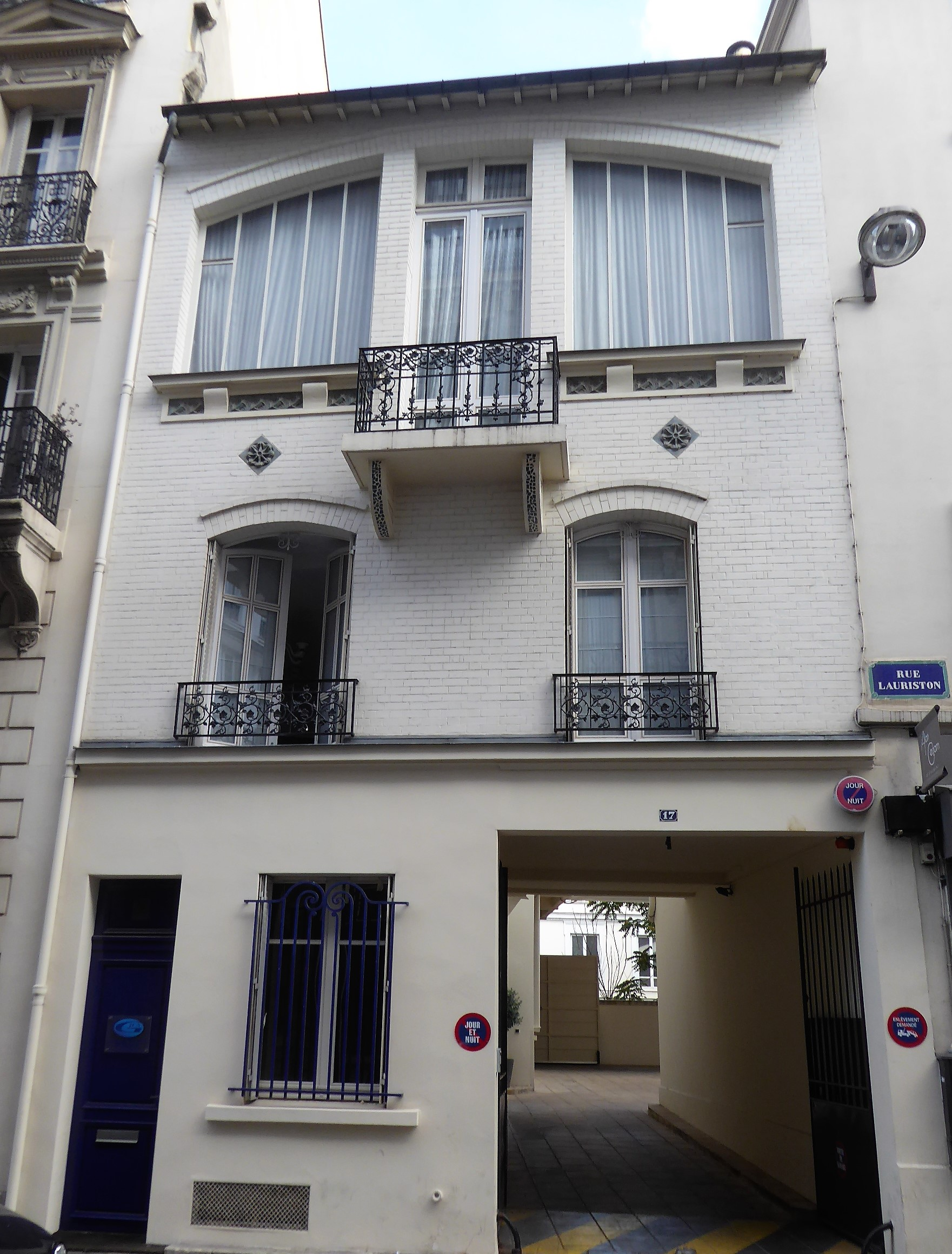
Rue Lauriston 17, 2018

Landau absolvierte 1918 eine Lehre bei der ungarischen Fotografin Olga Máté in Budapest, studierte in Wien bei dem österreichischen Fotografen Franz Xaver Setzer und 1919 in Berlin bei dem Porträtfotografen Rudolf Dührkoop. Sie eröffnete 1919 ein Atelier im IV. Budapester Bezirk und stellte 1919 ihre Arbeiten erstmals in Budapest aus.
1923 emigrierte sie nach Paris und änderte ihren Namen in Ergy Landau. Am 30. September 1924 eröffnete sie das „Studio Landau“ in der Rue Lauriston 17 in Paris. Dass sie in der französischen Hauptstadt ein Atelier im 16. Arrondissement (Paris) eröffnen konnte, lag daran, dass sie bereits seit einigen Jahren Mitglied künstlerischer Fotokreise in Ungarn war. Sie blieb mit ihren Landsleuten Brassaï, André Kertész, László Moholy-Nagy und anderen befreundet und stellte 1929 Ylla und 1930 Nora Dumas als ihre Assistentinnen ein. Mit Dumas arbeitete sie fast 10 Jahre zusammen und erstellte mit ihr Studiofotografien des ukrainischen Modells Assia Granatouroff. Beide fertigten auch Porträts von Erwachsenen und Kindern sowie Modefotografien an. Von Yllas Fotos von Nutztieren in der Normandie war sie so begeistert, dass sie eine Ausstellung für Ylla in der Galerie de La Pléiade organisierte, um sie einem ausgewählten Publikum vorzustellen. Die Ausstellung fand großen Anklang, sodass Landau Ylla ermutigte, das erste Studio in Paris zu eröffnen, das sich ausschließlich auf Tierporträts spezialisierte.
Landau arbeitete mit einer Rolleiflex Kamera und porträtierte unter anderen Paul Valéry, Antoine Bourdelle, Claude Aveline, Laszló Moholy-Nagy und dokumentierte den Besuch von Thomas Mann in Ungarn. Als Porträtistin mit Spezialisierung auf Kinderporträts machte sie sich schnell einen Namen, wobei ihre formale Auseinandersetzung mit dem Medium Fotografie gewisse Ähnlichkeiten mit der Neuen Sachlichkeit aufwiesen. Ihre Bilder wurden zwischen den beiden Weltkriegen in verschiedenen Illustrierten und Zeitschriften veröffentlicht. Als Spezialistin für Fotos und Porträts von Kindern illustrierte sie mehrere Bücher zu diesem Thema, wie 1938 Play and Toys in the Nursery Years in Zusammenarbeit mit Beatrix Tudor-Hart. Obwohl sie jüdischer Herkunft war, floh sie während des Krieges nicht aus der von Deutschland besetzten Hauptstadt und trotzdem sie weigerte sich, den gelben Stern zu tragen, und wurde nie belästigt oder denunziert. 1944 fotografierte sie die Befreiung von Paris.
Landau lernte 1933 Charles Rado kennen und zusammen mit Ylla, Brassaï und Dumas gründeten sie die Fotopresseagentur Rapho, die während des Zweiten Weltkriegs geschlossen, danach aber wiedereröffnet wurde.
1953 reiste sie dank der Hilfe von Yves Farge nach China als Mitglied der französischen Delegation, die als erste französische Gruppe berechtigt war, das kommunistische China zu besuchen. Sie nahm an einer organisierten Reise teil, was unter anderem bedeutete, dass sie nicht alleine oder nach Belieben reiste. Nach den Erinnerungen ihres Reisebegleiters Roger Portal boten sich aber auch Gelegenheiten für einsame Spaziergänge, vor allem in den Städten, in denen sich die Delegation länger aufhielt. In der Hauptstadt zum Beispiel insgesamt etwa zwei Wochen, in Shanghai und Guangzhou 3–5 Tage. Aus ihren Reportageaufnahmen wurde ein Bildband erstellt.
Wie die meisten ihrer fotografischen Kollegen verdiente Landau ihren Lebensunterhalt neben ihren persönlichen Arbeiten weiterhin mit Aufträgen von Unternehmen und der Presse. Sie veröffentlichte sowohl Reisebücher als auch Bücher für Kinder bis zu ihrem Unfall 1965, durch den sie schwerbehindert wurde. Landau starb 1967 ohne Nachkommen, also vor der Zeit in den 1970er Jahren, als Fotografen als eigenständige Künstler anerkannt wurden.
Ihre Fotografien befinden sich in zahlreichen Sammlungen in Ungarn und im Ausland, insbesondere in der New York Public Library und im Fotografiemuseum Musée d'Élysée in Lausanne, Schweiz. Ihr Nachlass wird von der Agentur Rapho in Paris verwaltet.

## Veröffentlichungen (Auswahl)
- 1936: Enfants
- 1942: Comment photographier les enfants
- 1954: La France à livre ouvert
- 1955: Aujourd'hui la Chine
- 1957: Le Petit Chat

## Ausstellungen (Auswahl)
- 1921: Nationale Fotografenausstellung, Budapest
- 1924: IV. Ausstellung künstlerischer Photographie
- 1929: Ausstellung Film und Foto, organisiert von László Moholy-Nagy, Stuttgart
- 1931: internationale Ausstellung mit dem Titel  Das Lichtbild, München
- 1931: Galerie d'art Contemporain
- 1932:  Exposition pour la Constitution des Artistes Photographies , Galeries Studio St. Jacques
- 1933: Photographes hongrois, Paris Hungarian House
- 1933: La beauté de la femme, Premier salon du nu photographique
- 1933: L'image photographique en France de Daguerre á nos jours-Tendances nouvelle , Galerie Braun, Paris
- 1933: Ausstellung Internationale de la Photographie, Brüssel
- 1937: Exposition Les DIX
- 1937: Photography 1839-1937, Museum of Modern Art, New York City
- 1938: Internationale Ausstellung La Photographie de neige
- 1946: Nationale Fotomesse, Nationalbibliothek von Frankreich
- 1948: Ausstellung ungarischer Fotografen in Paris
- 1988: Einzelausstellung im Musée Nicéphore Niépce, Chalon-sur-Saône
- 2010: FormELLES, la femme dénudée dans la photographie hongroise, Ungarisches Institut in Paris
- 2020: Manifesta13Marseille, The European Nomadic Biennial
- 2023: Ergy Landau 1896 – 1967, Maison de la Photographie Robert Doisneau